# Дальнестепной
Дальнестепной — хутор в Киквидзенском районе Волгоградской области России. Входит в состав Калачёвского сельского поселения.

## История
В 1966 г. Указом Президиума ВС РСФСР хутор отделения № 1 совхоза имени Киквидзе переименован в Дальнестепной.

## Население
| 2010 |
| ---- |
| 14   |